# Im Schatten der Ärzte
Im Schatten der Ärzte è il secondo album di studio del gruppo pop punk tedesco Die Ärzte, pubblicato nel 1985 da CBS Records.

## Tracce
1. Du willst mich küssen  – 3:08 (Farin Urlaub)
2. Dein Vampyr – 3:20 (Bela Felsenheimer)
3. ...und es regnet – 3:15 (Farin Urlaub - Hans Runge - Bela Felsenheimer)
4. Alles – 2:55 (Bela Felsenheimer - Farin Urlaub)
5. Rennen, nicht laufen! – 2:40 (Farin Urlaub - Bela Felsenheimer)
6. Wie ein Kind – 3:33 (Hans Runge)
7. Wie ein Kind (Reprise) – 0:21 (Hans Runge)
8. Wegen dir – 3:05 (Farin Urlaub)
9. Die Antwort bist du – 3:17 (Bela Felsenheimer)
10. Buddy Holly's Brille – 3:33 (Farin Urlaub)
11. Käfer – 2:48 (Farin Urlaub)
12. Ich weiß nicht (ob es Liebe ist) – 3:53 (Farin Urlaub)
13. Was hat der Junge doch für Nerven – 3:55 (Farin Urlaub)

## Singoli estratti
- 1985: Wegen Dir
- 1986: Du Willst mich Küssen

## Formazione
- Farin Urlaub - chitarra e voce
- Hans Runge - basso, voce d'accompagnamento
- Bela B. - batteria, voce d'accompagnamento
- Nena - voce addizionale (traccia 1)